# Rhinolophus siamensis
Rhinolophus siamensis là một loài động vật có vú trong họ Dơi lá mũi, bộ Dơi. Loài này được Gyldenstolpe mô tả năm 1917.